# ناصرقلی فرهادپور
ناصرقلی فرهادپور (زادهٔ ۱۳۰۰ - درگذشته ۳ آذر ۱۳۸۱) فرزند میرزا علیخان امجدالسلطان، در ١٣٠٠ در تهران تولد یافت. پس از انجام تحصیلات ابتدائى و متوسطه از دانشگاه تهران دانشنامه‏  مدیریت و علوم روزنامه‏ نگارى گرفت. وى خدمات ادارى خود را از سال ١٣٢۵ آغاز كرد. چندى در وزارت كار بازرس ویژه بود، بعد به وزارت دارائى منتقل شد و غالبا مشاور وزیر بود. در ١٣٣۶ به مدیرعاملى چاپخانه‏ ى دولتى منصوب گردید و قریب ده سال در آن سمت قرار داشت. در انتخابات دوره‏ بیست‏ و دوم مجلس شوراى ملى كه در سال ١٣۴۶ برگزار شد، وى از حوزه‏ رامند قزوین به نمایندگى  انتخاب گردید و در دوره‏ بعد از حوزه‏ى انتخابیه یاسوج به مجلس رفت. در دوره‏ بیست ‏و چهارم، دولت از انتخاب وى جلوگیرى نمود. فرهادپور در ١٣٣١ امتیاز روزنامه‏ هفتگى آسیاى دموكرات را گرفت و یازده سال به طور منظم آن را انتشار داد. در كابینه‏ امیراسدالله علم از انتشار چندین روزنامه جلوگیرى شد و یكى از آنها همین آسیاى دموكرات بود. فرهادپور نویسنده‏اى خوش ‏قریحه و خطیبى خوش‏بیان بود. در ادوار بیست‏ و دوم و بیست‏ و سوم مجلس نطق هاى مفصل وى در طرح بودجه ‏ى كشور طرفداران زیادى داشت.

## خانواده
همسر او فاطمه علوی، دختر عمو و همسر سابق بزرگ علوی، و پسر او مراد فرهادپور، نویسنده و مترجم، است.